# Llista d'estats sobirans del 1961

## Estats sobirans

### A
- Afganistan – Regne de l'Afganistan
- Albània – República Popular d'Albània
- Alemanya Occidental – República Federal d'Alemanya[1]
- Alemanya de l'Est – República Democràtica d'Alemanya[2]
- Alt Volta – República de l'Alt Volta
- Andorra – Principat d'Andorra
- República Àrab Unida (només en Egipte després del 28 de setembre)[3]
- Aràbia Saudita – Regne de l'Aràbia Saudita
- Argentina – República de l'Argentina
- Austràlia – Commonwealth d'Austràlia
- Àustria – República d'Àustria

### B
- Bèlgica – Regne de Bèlgica
- Bhutan – Regne de Bhutan[4]
- Birmània – Unió de Birmània
- Bolívia – República de Bolívia
- Brasil – República dels Estats Units del Brasil
- Bulgària – República Popular de Bulgària

### C
- Cambodja – Regne de Cambodja
- Camerun – República del Camerun (fins a l'1 d'octubre)
  -  Camerun – República Federal del Camerun (des de l'1 d'octubre)
- Canadà – Domini del Canadà
- Ceilan – Domini de Ceilan[5]
- República Centreafricana
- Colòmbia – República de Colòmbia
- Congo-Brazzaville – República del Congo
- Congo-Léopoldville – República del Congo
- Corea del Nord – República Democràtica Popular de Corea[6]
- Corea del Sud – República de Corea[7]
- Costa d'Ivori – República de la Costa d'Ivori
- Costa Rica – República de Costa Rica
- Cuba – República de Cuba

### D
- Dahomey – República de Dahomey[8]
- Dinamarca – Regne de Dinamarca
- República Dominicana

### E
- Equador – República de l'Equador
- Espanya – Estat espanyol
- Estats Units – Estats Units d'Amèrica
- Etiòpia – Imperi d'Etiòpia

### F
- Filipines – República de les Filipines
- Finlàndia – República de Finlàndia
- França – República Francesa[9]

### G
- Gabon – República gabonesa[10]
- Ghana – República de Ghana[11]
- Grècia – Regne de Grècia
- Guatemala – República de Guatemala
- Guinea – República de Guinea

### H
- Haití – República d'Haití
- Hondures – República d'Hondures
- Hongria – República Popular d'Hongria

### I
- Iemen – Regne Mutawakkilita del Iemen
- Índia – República de l'Índia
- Indonèsia – República d'Indonèsia
- Iran – Regne de l'Iran
- Iraq – República de l'Iraq
- Irlanda – República d'Irlanda
- Islàndia – República d'Islàndia[12]
- Israel – Estat d'Israel[13]
- Itàlia – República Italiana
- Iugoslàvia – República Popular Federal de Iugoslàvia

### J
- Japó
- Jordània – Regne Haiximita de Jordània

### K
- Kuwait – Estat de Kuwait (des del 19 de juny)

### L
- Laos
- Líban – República Libanesa
- Libèria – República de Libèria
- Líbia – Regne Unit de Líbia
- Liechtenstein – Principat de Liechtenstein
- Luxemburg – Gran Ducat de Luxemburg

### M
- Malaia – Federació de Malaia
- República Malgaixa
- Mali – República de Mali[11]
- Marroc – Regne del Marroc
- Mauritània – República Islàmica de Mauritània
- Mèxic – Estats Units Mexicans
- Mònaco – Principat de Mònaco
- Mongòlia – República Popular de Mongòlia[14]

### N
- Nepal – Regne del Nepal[4]
- Nicaragua – República de Nicaragua
- Níger – República del Níger[15]
- Nigèria – Federació de Nigèria
- Noruega – Regne de Noruega
- Nova Zelanda - Domini de Nova Zelanda

### P
- Països Baixos – Regne dels Països Baixos
- Pakistan – República Islàmica del Pakistan
- Panamà – República del Panamà
- Paraguai – República del Paraguai
- Perú – República Peruana
- Polònia – República Popular de Polònia
- Portugal – República Portuguesa

### R
- Regne Unit – Regne Unit de la Gran Bretanya i Irlanda del Nord
- Romania – República Popular de Romania

### S
- El Salvador – República del Salvador
- San Marino – Sereníssima República de San Marino[16]
- Senegal – República del Senegal[11][17]
- Sierra Leone – Sierra Leone (des del 27 d'abril)
- Sikkim – Regne de Sikkim[4][18]
- Síria – República Àrab Siriana (des del 28 de setembre)
- Somàlia – República Somalí
- Sud-àfrica – Unió de Sud-àfrica (fins al 21 de maig)
  -  Sud-àfrica – República de Sud-àfrica (des del 21 de maig)
- Sudan – República del Sudan
- Suècia – Regne de Suècia
- Suïssa – Confederació suïssa

### T
- Tailàndia – Regne de Tailàndia
- Tanganyika – Tanganyika (des del 9 de setembre)
- Togo – República Togolesa
- Tunísia – República Tunisiana
- Turquia – República de Turquia
- Txad – República del Txad[19]
- Txecoslovàquia – República socialista Txecoslovaca

### U
- Unió Soviètica – Unió de Repúbliques Socialistes Soviètiques[20]
- Uruguai – República Oriental de l'Uruguai

### V
- Ciutat del Vaticà – Estat de la Ciutat del Vaticà[21][22][23]
- Veneçuela – Estats Units de Veneçuela
- Vietnam del Nord – República Democràtica del Vietnam[24]
- Vietnam del Sud – República del Vietnam[25]

### X
- Xile – República de Xile
- República Popular de la Xina
- República de la Xina
- Xipre – República de Xipre

## Estats que proclamen la sobirania
- Katanga – Estat de Katanga
- Illes Suvadives – República Suvadiva Unida[26]